# STYX Naturcosmetic
STYX Naturcosmetic (по-русски произносится: Стикс Натуркосметик) — австрийская компания по производству косметики, эфирных масел, парфюмерии. Основана в 1965 году. Штаб-квартира и производство расположены в городе Обер-Графендорф, Нижняя Австрия, в 60 км от Вены.

## История

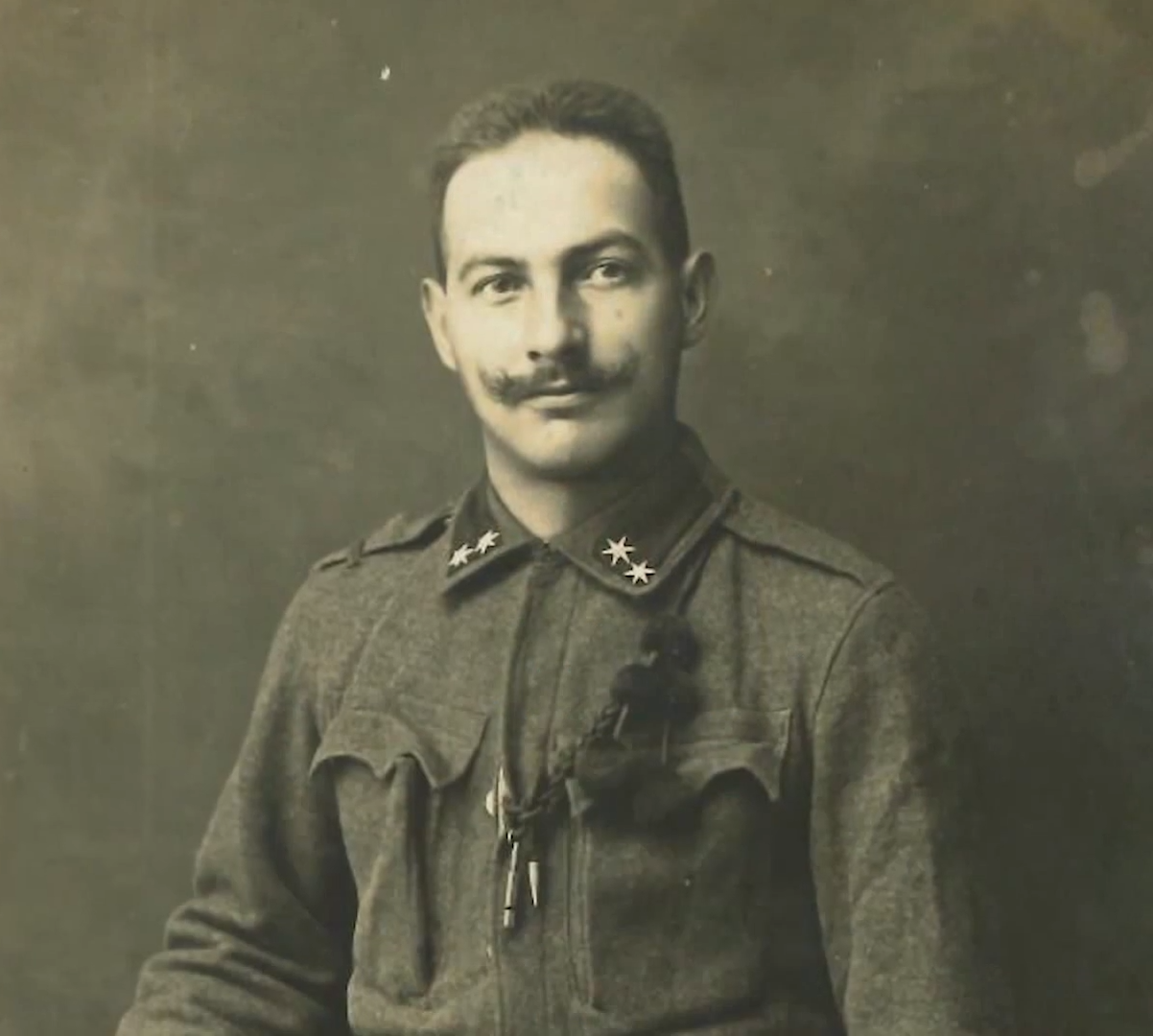
Флориан Стикс

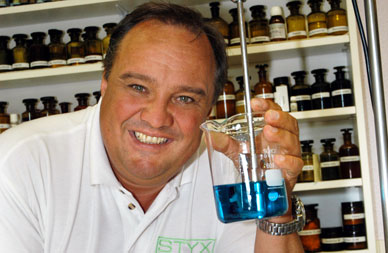
Вольфганг Стикс

В 1965 году австрийский провизор Эрвин Стикс зарегистрировал компанию STYX Naturcosmetic GmbH и расширил производство эфирных масел, начатое его отцом, потомственным аптекарем Флорианом Стиксом в 1915 году. Компания стала первым в Австрии производителем натуральной косметики.
Масла STYX стали продавать в аптеках города Обер-Графендорф (Нижняя Австрия) и других регионах страны.
В 1984 году главой компании стал сын Эрвина — Вольфганг Стикс, который помимо масел начал производство натуральной косметики на их основе.
С ростом спроса на продукцию, в 1991 году строятся новые производственные помещения, приобретается специальное оборудования для изготовления мыла, кремов, гелей, шампуней. В этот же период Вольфганг Стикс начинает принимать активное участие в международных косметических выставках, сделав экспорт косметики и эфирных масел основной целью развития своей компании.
Первой страной экспорта в 1994 году стала Россия. STYX были первыми 100 % натуральными эфирными маслами на российском рынке. Таким образом, компания сыграла важную роль в популяризации ароматерапии и эфирных масел в России.
Продукция компании STYX Naturcosmetic представлена более чем в 40 странах мира.
Во время пандемии COVID-19 компания также начала производство дезинфицирующих средств для рук.

## Экология

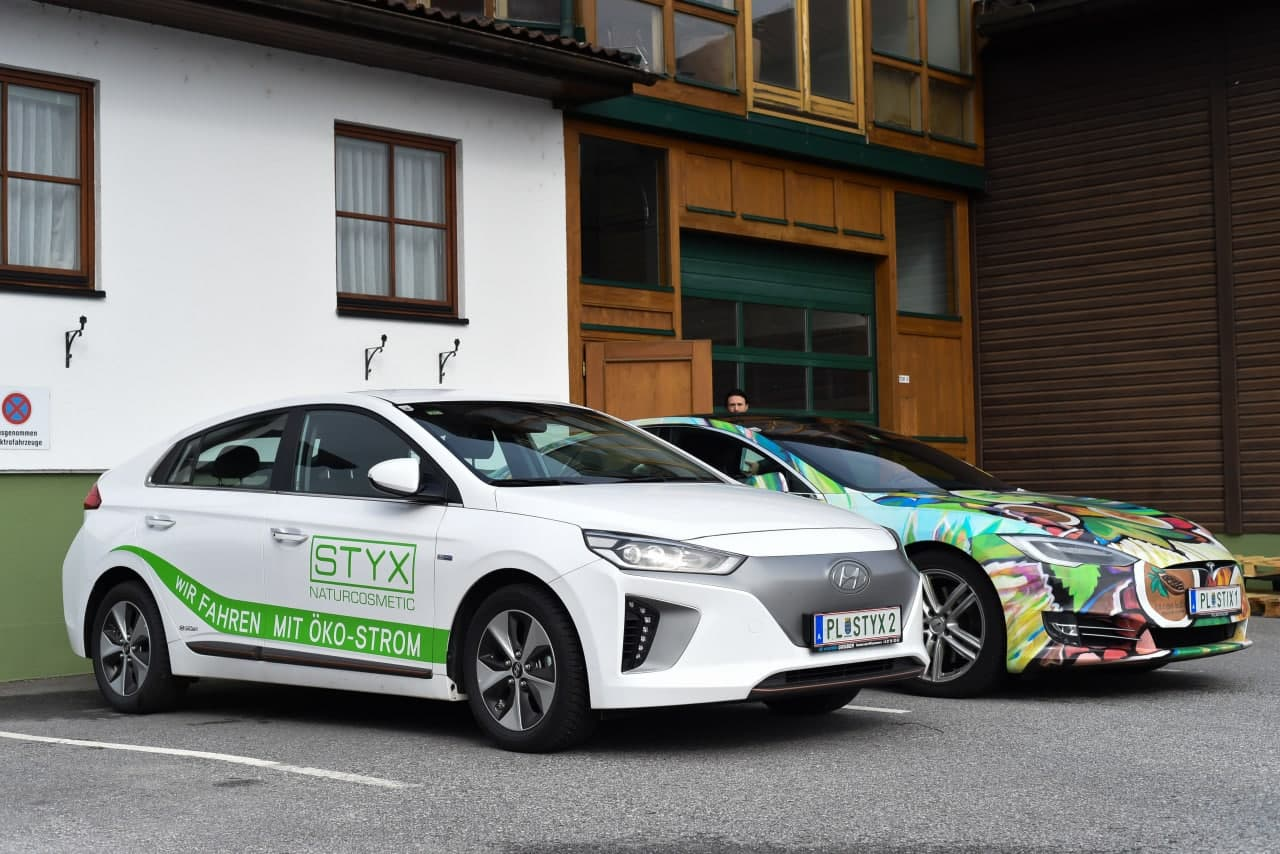
Электромобили STYX

В своем производстве компания STYX делает ставку на возобновляемые источники энергии и старается минимизировать вредные выбросы от фабрики в атмосферу.
В 2011 году компания STYX установила котельную, отапливающую фабрику за счёт биомассы — древесной щепы, закупаемой только у местных фермеров Нижней Австрии, поддерживая таким образом рынок региона. Годовая экономия за счёт использования биомассы для отопления составляет почти 30 000 м3 газа и 58,5 тонн выбросов CO2. Таким образом, STYX является производством с нейтральными выбросами CO2. Благодаря этому фабрика STYX уникальна в Европе — в 2013 году она была удостоена награды как первая углеродно-нейтральная косметическая фабрика.
В электрификации фабрики с августа 2013 года STYX использует систему солнечных батарей. Ежегодно они производят около 54 000 кВт/ч электроэнергии и, благодаря продуманному использованию, солнечная энергия покрывает более 30 % от всей необходимой энергии на предприятии.
Доставка продукции по Нижней Австрии осуществляется с помощью электромобилей.

## Производство

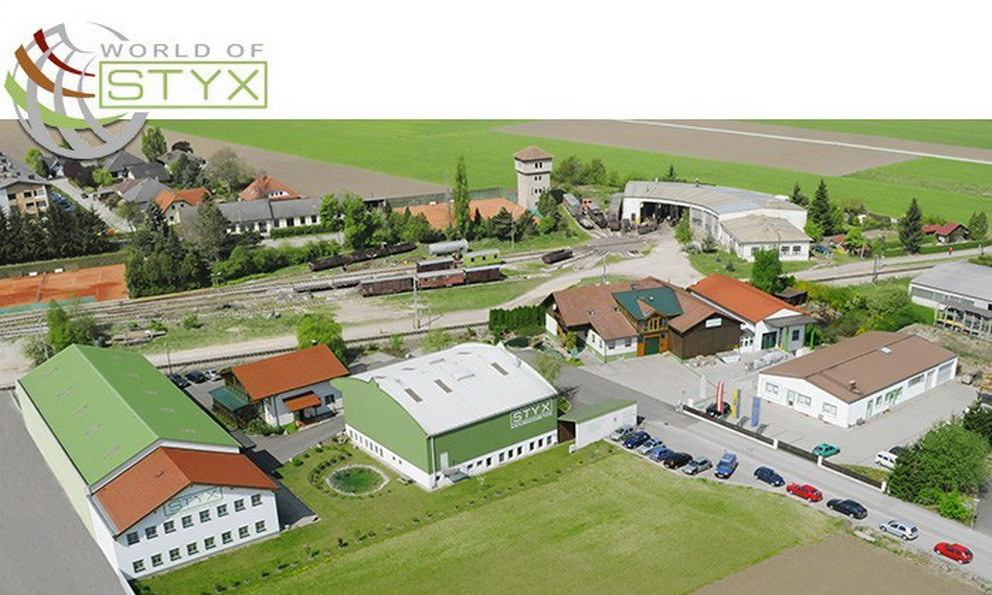
Фабрика STYX, Обер-Графендорф, Австрия

STYX Naturcosmetic ведёт политику честного и открытого производства. На территории завода проводятся экскурсии и мастер-классы, каждый желающий может посетить фабрику STYX в городе Обер-Графендорф, познакомиться с работниками, понаблюдать за процессом производства. Компания активно развивает туристическое направление, ежегодно её посещают около 5000 человек со всего мира.
Помимо косметики и эфирных масел, компания STYX в 2011 запустила новое направление — производство био-шоколада ручной работы STYX Schokoladen Manufaktur.
Кроме того, в 2013 году компания STYX выкупила ж/д станцию Обер-Графендорф, которая располагается в непосредственной близости от фабрики. Тем самым компания спасла её от закрытия — власти региона считали городскую станцию экономически невыгодной и планировали вывести её из эксплуатации. Спасение станции благотворно повлияло на развитие города, сохранившего важный транспортный узел. На территории станции STYX также открыла частную пивоварню — Bahnhofsbräu.
В производстве косметики, эфирных масел и шоколада STYX используются компоненты исключительно природного происхождения. В основе: растительные экстракты, масла холодного отжима, альгинаты (водоросли), 100 % эфирные масла, фруктовые кислоты, витамины и т. д. В некоторых продуктах содержатся также натуральные продукты животного происхождения: кобылье и козье молоко, пчелиное маточное молочко. На таких продуктах нет знака Vegan, в отличие от 95 % всей продукции STYX.
Натуральность и органическое происхождение сырья в косметике STYX подтверждено европейскими сертификатами Ecocert, Lacon, BIO, Icada, IHTN (не тестируется на животных), Green Brand Austria.

## Награды
- Российская премия «Pharma Beauty Awards 2018» в категории «Лучший натуральный органический бренд»[19]
- Немецкая премия «Bestes Bio Award 2021»[20]